# 1971 у Миколаєві
| Роки в Миколаєві ← • 1901 • 1902 • 1903 • 1904 • 1905 • 1906 • 1907 • 1908 • 1909 • 1910 • 1911 • 1912 • 1913 • 1914 • 1915 • 1916 • 1917 • 1918 • 1919 • 1920 • 1921 • 1922 • 1923 • 1924 • 1925 • 1926 • 1927 • 1928 • 1929 • 1930 • 1931 • 1932 • 1933 • 1934 • 1935 • 1936 • 1937 • 1938 • 1939 • 1940 • 1941 • 1942 • 1943 • 1944 • 1945 • 1946 • 1947 • 1948 • 1949 • 1950 • 1951 • 1952 • 1953 • 1954 • 1955 • 1956 • 1957 • 1958 • 1959 • 1960 • 1961 • 1962 • 1963 • 1964 • 1965 • 1966 • 1967 • 1968 • 1969 • 1970 • 1971 • 1972 • 1973 • 1974 • 1975 • 1976 • 1977 • 1978 • 1979 • 1980 • 1981 • 1982 • 1983 • 1984 • 1985 • 1986 • 1987 • 1988 • 1989 • 1990 • 1991 • 1992 • 1993 • 1994 • 1995 • 1996 • 1997 • 1998 • 1999 • 2000 • → |

1971 у Миколаєві — список важливих подій, що відбулись у 1971 році в Миколаєві. Також подано перелік відомих осіб, пов'язаних з містом, що народились або померли цього року, отримали почесні звання від міста.

## Події

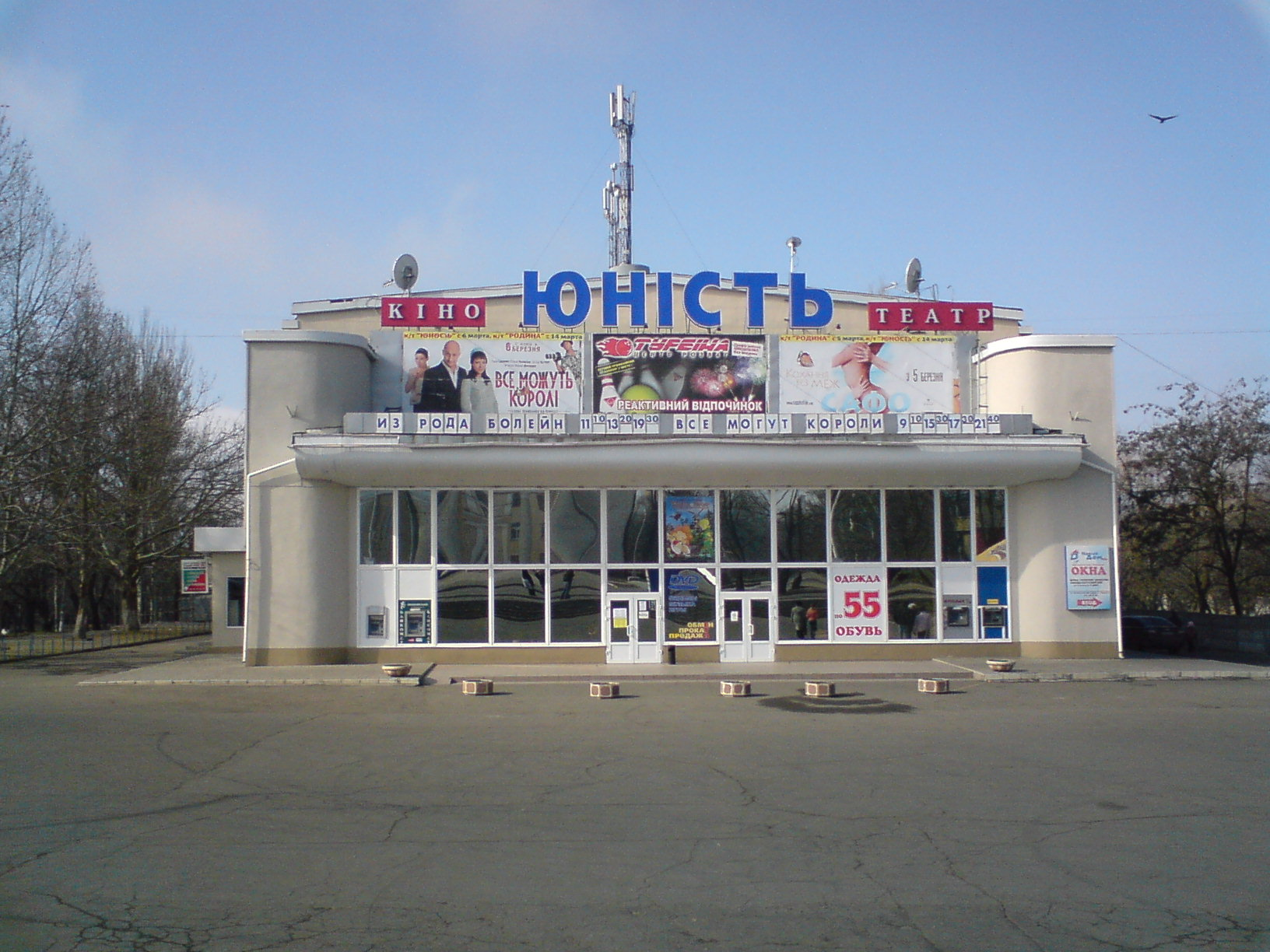
кінотеатр «Юність»

- У березні за великі успіхи в розвитку вітчизняного суднобудування колективу Чорноморського суднобудівного заводу вручено орден Жовтневої Революції[1].
- 30 квітня на заводі імені 61 комунара спущений на воду великий протичовновий корабель проєкту 1134Б «Очаков».
- У квітні в мікрорайоні ПТЗ було збудовано кінотеатр «Юність».
- У листопаді виставою за п'єсою Сергія Когана та Сергія Єфремова «Восставшие джунгли» було відкрито перший театральний сезон Миколаївського обласного театру ляльок, що відкрився за рік до цього[2].
- У місті зведений Будинок художника (архітектор Є. Кіндяков).
- За ініціативою тодішнього першого секретаря Миколаївського обласного комітету  КПУ Володимира Васляєва між Широкою Балкою і Корабельним районом з'явився Парк «Дружба».

## Пам'ятки
Рішенням Миколаївського облвиконкому № 357 від 2 липня 1971 року низка об'єктів міста була занесена до реєстру пам'яток місцевого та національного значення. Серед них:
| №п/п | Найменування пам'ятки | Адреса | Рішення                                                                     | значення                                                                           | Фото |
| ---- | --- | --- | --------------------------------------------------------------------------- | ---------------------------------------------------------------------------------- | ---- |
| 1    | Будинок штабу флоту 1796 р. Будинок командира Чорноморського флоту та портів XVIII XIX ст. | вул. Адміральська, 4 | Пост. РМ УРСР 24.08.63 № 970 Рішення МО 02.07.71 № 357                      | пам'ятка архітектури національного значення та пам'ятка історії місцевого значення |      |
| 2    | Маріїнська гімназія 1982 р. Будинок, в якому, була школа де навчався В. Хоменко, юний розвідник, учасник підпільної організації «Миколаївський центр» 1941 −1942 рр.                                                              | вул. Нікольська, 34 (Аркасівський сквер)                                                                                       | Розпорядження МОДА 20.03.97 № 155-р Рішення МО 02.07.71 № 357               | пам'ятка архітектури місцевого значення та пам'ятка історії місцевого значення     |      |
| 3    | Італійське консульство ІІ пол. XIX ст. Будинок, де у 1917 р. був штаб Червоної гвардії | вул. Нікольська, 52 | Розпорядження МОДА 20.03.97 № 155-р Рішення МО 02.07.71 № 357               | пам'ятка архітектури місцевого значення та пам'ятка сторії місцевого значення      |      |
| 4    | Миколаївське відділення Одеського облікового банку 80-роки XIX ст. Будинок, в якому розміщувалась Рада робітничих та військових депутатів у 1917 р.                                                                               | вул. Нікольська, 68 | Розпорядження МОДА 20.03.97 № 155-р Рішення МО 02.07.71 № 357               | пам'ятка архітектури місцевого значення та пам'ятка історії місцевого значення     |      |
| 5    | Житловий будинок прибуткового типу, кінець XIX ст. Будинок, в якому проходили засідання першої Ради робітничих депутатів 1905 р.                                                                                                  | вул. Шевченка, 64 | Розпорядження МОДА 20.03.97 № 155-р Рішення МО 02.07.71 № 357               | пам'ятка архітектури місцевого значення та пам'ятка історії місцевого значення     |      |
| 6    | Будинок, в якому мешкав віце-адмірал С. О. Макаров | вул. Адм. Макарова, 6 | Рішення МО 02.07.71 № 357                                                   | пам'ятка історії місцевого значення                                                |      |
| 7    | Будинок, в якому мешкав командир Чорноморського флоту адмірал Корнилов В. О. | вул. Адміральська, 8 | Рішення МО 02.07.71 № 357                                                   | пам'ятка історії місцевого значення                                                |      |
| 8    | Будинок, в якому жили письменник В. М. Гаршин та пропагандист ідей Ціолковського В. Рюмін 1881—1882 рр. 1902—1937 рр. | вул. Артилерійська, 13 | Рішення МО 02.07.71 № 357                                                   | пам'ятка історії місцевого значення                                                |      |
| 8.   | Будинок І. А. Чигрина, одного з керівників революційного руху в Миколаєві, з 1899 по 1902 рр. тут збиралися на сходки робітники заводу «Наваль»                                                                                   | вул. 2-а Воєнна, 15 | Рішення МО 02.07.71 № 357                                                   | пам'ятка історії місцевого значення                                                |      |
| 9    | Будинок, у якому розміщувалася школа, де навчався юний розвідник, член підпільної організації «Миколаївський центр» Шура Кобер 30-40 рр. XX ст.                                                                                   | вул. 1-а Госпітальна, 1 | Рішення МО 02.07.71 № 357                                                   | пам'ятка історії місцевого значення                                                |      |
| 10   | Будинок, в якому в роки німецько-радянської війни мешкав розвідник, Герой Радянського Союзу В. О. Лягін 1941—1943 рр. Житловий будинок-особняк І-ша пол. XIX ст.                                                                  | вул. Лягіна, 5 | Рішення МО 02.07.71 № 357 Розп. Микол облдержадміністрації 20.03.97 № 155-р | пам'ятка історії та пам'ятка архітектури місцевого значення                        |      |
| 11   | Будинок, в якому розміщувався комітет «Союзу соціалістичної молоді» 1918 р. | вул. Мала Морська, 25 | Рішення МО 02.07.71 № 357                                                   | пам'ятка історії місцевого значення                                                |      |
| 12   | Будинок, в якому мешкав член підпільної організації, групи В. О. Лягіна О. П. Сидорчук 1941—1942 р.р. Будинок, в якому народився В. М. Образцов 1874 р.                                                                           | вул. Соборна, 4 | Рішення МО 02.07.71 № 357 Рішення МО від 09.08.88 № 216                     | пам'ятка історії місцевого значення                                                |      |
| 13   | Будинок, в якому розміщувалася більшовицька друкарня 1905 р., 1919 р. | вул. 1-а Екіпажна, 28 . | Рішення МО 02.07.71 № 357                                                   | пам'ятка історії місцевого значення                                                |      |
| 14   | Костянтинівська батарея 1853—1856 р.р. | с. Мала Корениха | Рішення МО 02.07.71 № 357                                                   | пам'ятка історії місцевого значення                                                |      |
| 15   | Пам'ятник державному діячу Г. І. Петровському 1917 р.1968 р. Автор: скульптор Ігнатьєв М. Л. | парк «Народний сад» (вул. Сиваської дивізії, 3)                                                                                | Ріш. Микол облвиконкому 02.07.71 № 357                                      | пам'ятка історії та монументального мистецтва місцевого значення                   |      |
| 16   | Обеліск бійцям Червоної Армії, які загинули при переході через Сиваш 1920 р.1928 р. | Аркасівський сквер | Рішення МО 02.07.71 № 357                                                   | пам'ятка історії місцевого значення                                                |      |
| 17   | Меморіальний комплекс на честь 68-ми десантників-ольшанців 1944 р. 1965 р., 1974 р., рекон. у 2010 р. Автори: скульптор Поммер Ю. П., архітектори Душкін В. П., Попов В. П., Попова О. П.                                         | сквер десантників (перетин вул. Адміральської та вул. Соборної) (дві одиниці обліку: 1. Братська могила 2. Пам'ятник)          | Рішення МО 02.07.71 № 357 Рішення Микол. облвиконкому 15.09.81 № 498        | пам'ятка монументального мистецтва місцевого значення                              |      |
| 18   | Бюст Героя Радянського Союзу В. О. Гречишникова 1941—1945 рр. 1970 р. | Миколаївський професійний суднобудівний ліцей ім. Гречищникова (територія ДАХК «ЧСЗ»)                                          | Рішення Микол. облвиконкому 02.07.71 № 357                                  | пам'ятка історії та монументального мистецтва місцевого значення                   |      |
| 19   | Братська могила 80 миколаївських підпільників та жертв фашизму 1941—1945 рр., рекон. 2008 (до цього меморіального комплексу входить курган та пам'ятник скорботної матері)                                                        | Некрополь (старий цвинтар) вул. Степова, 35                                                                                    | Рішення МО 02.07.71 № 357                                                   | пам'ятка історії місцевого значення                                                |      |
| 20   | Братська могила 3 радянських воїнів, загиблих під час визволення Миколаївщини: Героя Радянського Союзу гвардії старшини М. І. Полещикова, гвардії полковника В. А. Каневського і гвардії полковника Л. Г. Троценка 1941—1945 р.р. | Некрополь (старий цивільний цвинтар) вул. Степова, 35                                                                          | Рішення МО 02.07.71 № 357                                                   | пам'ятка історії місцевого значення                                                |      |
| 21   | Могила Героя Радянського Союзу Сергія Петровича Большакова (1918—1960) 1941—1945 рр. | Некрополь (старий цивільний цвинтар) вул. Степова, 35                                                                          | МО 02.07.71 № 357                                                           | пам'ятка історії місцевого значення                                                |      |
| 22   | Могила Героя Радянського Союзу Олексія Івановича Куприянова — учасника десанта К. Ф. Ольшанського 1941—1945 рр. 1957 р. | у 80-ті роки ХХ ст. перенесена на кладовище по вул. Автомобільній (Інгульський район, (за рішенням — старий цивільний цвинтар) | МО 02.07.71 № 357                                                           | пам'ятка історії місцевого значення                                                |      |
| 23   | Могила комісара однієї з частин 58-ї дивізії Олександра Володимировича Сергеєва, який загинув в оборонних боях за Миколаїв 1918—1920 р.р.                                                                                         | Некрополь (старий цивільний цвинтар) 1920 р.                                                                                   | МО 02.07.71 № 357                                                           | пам'ятка історії місцевого значення                                                |      |
| 24   | Могила В. Рюміна 1874—1937 рр. 1966 р. | Некрополь (старий цивільний цвинтар)                                                                                           | Рішення МО 02.07.71 № 357                                                   | місцевого значення                                                                 |      |
| 25   | Могила капітана I ранга О. І. Казарського 1829 р. 1833 р. | Некрополь (старий цивільний цвинтар)                                                                                           | Рішення МО 02.07.71 № 357                                                   | пам'ятка історії місцевого значення                                                |      |
| 26   | Могила Павла Петровича Сафронова (1885—1911 рр) проф. революціонера, кінець XIX -початок XX ст.ст. | Некрополь (старий цивільний цвинтар) вул. Степова, 35                                                                          | Рішення МО 02.07.71 № 357                                                   | пам'ятка історії місцевого значення                                                |      |
| 27   | Могила піонерів, юних розвідників В. Хоменка і Ш. Кобера 1941—1942 рр. 1969 р., рекон. 2008 р. | Некрополь (старий цивільний цвинтар) вул. Степова, 35                                                                          | Рішення МО 02.07.71 № 371                                                   | пам'ятка історії місцевого значення                                                |      |
| 28   | Могила лейтенанта 248-го гвардійського полку 31-ї стрілецької дивізії А. І. Зубанова (1923—1944 рр.) та двох невідомих воїнів, які загинули при визволенні Миколаєва 1941—1945 рр. 1945 р.                                        | Некрополь (старий цивільний цвинтар) вул. Степова, 35                                                                          | Рішення МО 02.07.71 № 357                                                   | пам'ятка історії місцевого значення                                                |      |
| 29   | Братська могила 4-х воїнів Радянської Армії, які загинули при звільненні Миколаєва 1941—1945 рр. 1945 р. | Некрополь (старий цивільний цвинтар) вул. Степова, 35                                                                          | Рішення МО 02.07.71 № 357                                                   | пам'ятка історії місцевого значення                                                |      |
| 30   | Могила командира кулеметної роти лейтенанта І. І. Іванова (1911—1944 р.р.), загинув 24 березня 1944 р. при звільненні Миколаєва 1941—1945 рр. 1945 р.                                                                             | Некрополь (старий цивільний цвинтар) вул. Степова, 35                                                                          | Рішення МО 02.07.71 № 357                                                   | місцевого значення                                                                 |      |
| 31   | Могила О. П. Сидорчука (1913—1942 рр.) — члена розв.-диверсійної групи В. О. Лягіна 1941—1945 рр. 1945 р. | Некрополь (старий цивільний цвинтар) вул. Степова, 35                                                                          | Рішення МО 02.07.71 № 357                                                   | пам'ятка історії місцевого значення                                                |      |
| 32   | Братська могила радянських воїнів | с. Велика Корениха | Ріш. облвиконкому 02.07.71 № 357                                            | пам'ятка історії місцевого значення                                                |      |
| 33   | Братська могила 16 комунарів, загиблих в с. Нечаяне (Козлово) від рук куркулів у травні 1919 р. 1920 р. | Некрополь (інтернаціональний цвинтар)                                                                                          | Рішення МО 02.07.71 № 357                                                   | пам'ятка історії місцевого значення                                                |      |
| 34   | Могила І. А. Мухіна (1868—1924 р.р.) професіонального революціонера, одного з організаторів «Південноросійського робітничого союзу» кін.-XIX-початок XX ст.ст.                                                                    | Некрополь (інтернаціональний цвинтар)                                                                                          | Рішення МО 02.07.71 № 357                                                   | пам'ятка історії місцевого значення                                                |      |
| 35   | Братська могила 26 червоних бійців, загиблих під час куркульського повстання у с. Матвіївка (Красноє) Новоодеського району У серпні 1919 р.                                                                                       | Некрополь (інтернаціональний цвинтар)                                                                                          | Рішення МО 02.07.71 № 357                                                   | пам'ятка історії місцевого значення                                                |      |
| 36   | Могила Ернеста Францевича Кужела (1891—1934), учасника громадянської війни, директора суднобудівного заводу ім. А. Марті 1917—1934 рр. 1971 р.                                                                                    | Некрополь (інтернаціональний цвинтар)                                                                                          | Рішення МО 02.07.71 № 357                                                   | пам'ятка історії місцевого значення                                                |      |
| 37   | Пам'ятник борцям за владу Рад 1919 р. 1967 р. Скульптори Лисенко М. Г., Сухоненко В. В., Назаренко М. Т., Міщук М. П., Міненко В. 0.                                                                                              | площа Комунарів (вул. Набережна, вул. 2-а Слобідська, вул. 68-ми Десантників, проїзд без назви)                                | Рішення МО 02.07.71 № 357                                                   | пам'ятка історії та монументального мистецтва місцевого значення                   |      |
| 38   | Пам'ятник В. І. Леніну 1917 р. 1957 р. Автори: скульптор Мікотадзе Ш. М., архітектори Марачинський О. К., Добровольська В. І., Пейсахіс І. І., Семенова А. Я., Скуратовська Г. П.                                                 | площа Соборна | Рішення МО 02.07.71 № 357                                                   | пам'ятка монументального мистецтва місцевого значення                              |      |
| 39   | Пам'ятник юним героям В. Хоменку та Ш. Коберу 1942 р.1959 р. Автори: скульптори Судвіна Т. Г., Князік А. Б., архітектор Тягно Ю. Б.                                                                                               | сквер Юних Героїв | Рішення МО 02.07.71 № 357                                                   | пам'ятка історії та монументального мистецтва місцевого значення                   |      |
| 40   | Пам'ятник О. М. Гмирьову 1905 р. 1968 р. Автори: скульптор Здіховський О. О., архітектор Теляшова Є. П. | сквер Університетський (вул. Нікольська, вул. Артилерійська)                                                                   | Рішення МО 02.07.71 № 357                                                   | пам'ятка історії та монументального мистецтва місцевого значення                   |      |
| 41   | Пам'ятник великому українському поету Т. Г. Шевченку 1814—1861 р.р. 1954 р., 1986 р. Автор: скульптор Ковальчук Г. О. | сквер ім. Шевченка | Рішення МО 02.07.71 № 357                                                   | пам'ятка монументального мистецтва місцевого значення                              |      |
| 42   | Бюст Героя Радянського Союзу К. Ф. Ольшанського 1944 р. 1965 р. Автори: скульптор Здіховський О. О., архітектор Пластіков В. В.                                                                                                   | територія Миколаївського морського торговельного порту                                                                         | Рішення МО 02.07.71 № 357                                                   | пам'ятка історії та монументального мистецтва місцевого значення                   |      |

## Особи

### Очільники
- Голова виконавчого комітету Миколаївської міської ради — Микола Брюханов.
- 1-й секретар Миколаївського міського комітету КПУ — Леонід Шараєв.

### Почесні громадяни
- У 1971 році звання Почесного громадянина Миколаєва не присвоювалось.

### Народились
- Гуральський Олександр Петрович (нар. 12 вересня 1971) — радянський та український футболіст, півзахисник. У складі футбольного клубу «Миколаїв» провів 62 матчі, забив 8 голів.
- Добровольський Дмитро Вікторович (нар. 26 липня 1971, Миколаїв) — український футболіст, захисник.
- Жовжеренко Андрій Іванович (нар. 16 лютого 1971, Радсад, Миколаївський район, Миколаївська область) — радянський та український футболіст, півзахисник, пізніше — тренер. Вихованець ДЮСШ «Суднобудівник». У складі клубу «Суднобудівник»/«Евіс»/«Миколаїв» провів 52 матчі.
- Забранський Руслан Михайлович (нар. 10 березня 1971, Вовків, Пустомитівський район, Львівська область) — радянський та український футболіст. Нападник. У складі футбольного клубу «Евіс»/СК «Миколаїв» провів 193 матчі, забив 68 голів. У 2010—2018 роках — головний тренер МФК «Миколаїв».
- Кисельова Світлана Іванівна (нар.25 серпня 1971, Миколаїв) —українська вершниця, що спеціалізується на змаганнях з виїздки. Учасниця Олімпійських ігор (2012). Майстер спорту України міжнародного класу.
- Кіпіані Вахтанг Теймуразович (нар.1 квітня 1971, Тбілісі) — український журналіст, публіцист, історик грузинського походження. Головний редактор Інтернет-видання «Історична Правда», однойменного тележурналу, викладач магістерської програми з журналістики Українського католицького університету у Львові та кафедри PR у Національному університеті «Києво-Могилянська академія», засновник Музею-архіву преси. Випускник Миколаївського державного педагогічного інституту. Працював викладачем в Українській педагогічній гімназії № 5 Миколаєва. Професійну діяльність розпочав у Миколаєві.
- Кравець Олег Анатолійович (нар. 9 грудня 1971, Шляхова, Вінницька область — пом. 11 травня 2023, Бахмут, Донецька область) — громадський діяч, учасник АТО, брав участь в змаганнях «Ігри нескорених», загинув біля Бахмуту 11 травня 2023 року. Працював техніком-будівельником у Миколаєві.
- Макушин Віктор Юрійович (нар. 17 серпня 1971, Миколаїв) — український скульптор та соліст камерного оркестру старовинної і сучасної музики «ARS NOVA» Миколаївської обласної філармонії.
- Сілецький Сергій Валерійович (нар. 2 травня 1971, Миколаїв) — радянський та український футболіст, захисник, півзахисник. У складі футбольного клубу «Евіс»/СК «Миколаїв» провів 187 матчів, забив 4 голи.
- Хрящевська Людмила Михайлівна (30 липня 1971, м. Секешфегервар, Угорська Народна Республіка) — кандидат історичних наук, доцент. Випускниця Миколаївського університету імені В. О. Сухомлинського. Там же і працює.
- Яновська Ганна Львівна (нар. 18 липня 1971 року, Миколаїв) — російська кіноактриса українського походження.

### Померли
- Гранкін Іван Андрійович (нар. 6 лютого 1889, Миколаїв — пом. 18 січня 1971, Київ) — український актор, Заслужений артист України (1951).
- Афанасьєв Леонід Митрофанович (17 (29) квітня 1889, Миколаїв — 30 жовтня 1971, Воронеж) — художник, мистецтвознавець, заслужений працівник культури Української РСР (1968).